# Sylvi Saimo
Sylvi Riitta Saimo (* 12. November 1914 in Jaakkima-Reuskula, Provinz Wiborg, (heute Russland); † 12. März 2004 in Laukaa; geb. Sylvi Riitta Sikiö) war eine finnische Kanutin. Sie war die erste Finnin, die einen Sieg bei Olympischen Sommerspielen holen konnte.
Sylvi Saimo kam 1914 als Tochter des Bauern Johannes Sikiö und der Wirtin Hilda Hannonen zur Welt. Sie begann bereits früh mit sportlichen Aktivitäten, anfangs allerdings vor allem im Skilanglauf. Erst mit 31 Jahren begann sie mit Kanusport.
1948 nahm sie erstmals an Olympischen Spielen teil und wurde Sechste. Im gleichen Jahr wurde sie in Finnland zur Sportlerin des Jahres ernannt. 1950 wurde sie sowohl in der Disziplin Einer-Kajak als auch im Zweier-Kajak (mit Greta Grönholm) Weltmeisterin und erneut Sportlerin des Jahres. Bei den Olympischen Sommerspielen 1952 in Helsinki gewann sie schließlich im Alter von 37 Jahren im Einer-Kajak über 500 m eine Goldmedaille, die erste, die je eine Finnin bei Sommerspielen holen sollte (gefolgt von Heli Rantanen 1996 in Athen und Satu Mäkelä-Nummela 2008 in Peking), worauf sie zum dritten Mal zur Sportlerin des Jahres ernannt wurde.
Nach Beendigung ihrer sportlichen Karriere ging sie in die Politik und wurde als Mitglied der Finnischen Zentrumspartei vier Mal in das Finnische Parlament gewählt. Danach zog sie sich auf ihren Bauernhof in Laukaa zurück, wo sie bis zu ihrem Tod 2004 lebte.